# Jerry Tennant
Jerry Tennant (Kimball, 29 marzo 1938 – Princeton, 21 aprile 2024) è stato un bobbista statunitense.

## Biografia
Vinse una medaglia d'argento nella sua disciplina, ottenuta ai campionati mondiali del 1961 (edizione tenutasi a Lake Placid, Stati Uniti d'America) insieme ai suoi connazionali Stanley Benham, Gary Sheffield e Chuck Pandolph.
Nell'edizione l'oro andò alla nazionale italiana. Nella stessa edizione vinse anche un'altra medaglia d'argento nel bob a due.